# Ridgefield (Washington)
Ridgefield é uma cidade localizada no estado norte-americano de Washington, no Condado de Clark.

## Demografia
Segundo o censo norte-americano de 2000, a sua população era de 2147 habitantes.
Em 2006, foi estimada uma população de 3707, um aumento de 1560 (72.7%).

## Geografia
De acordo com o United States Census Bureau tem uma área de
13,2 km², dos quais 13,2 km² cobertos por terra e 0,0 km² cobertos por água. Ridgefield localiza-se a aproximadamente 32 m acima do nível do mar.

## Localidades na vizinhança
O diagrama seguinte representa as localidades num raio de 12 km ao redor de Ridgefield.